# Елепайо гавайський
Елепайо гавайський (Chasiempis sandwichensis) — вид горобцеподібних птахів родини монархових (Monarchidae). Ендемік Гаваїв. До 2010 року вважався конспецифічним з кауайськими і оагуайськими елепайо.

## Опис

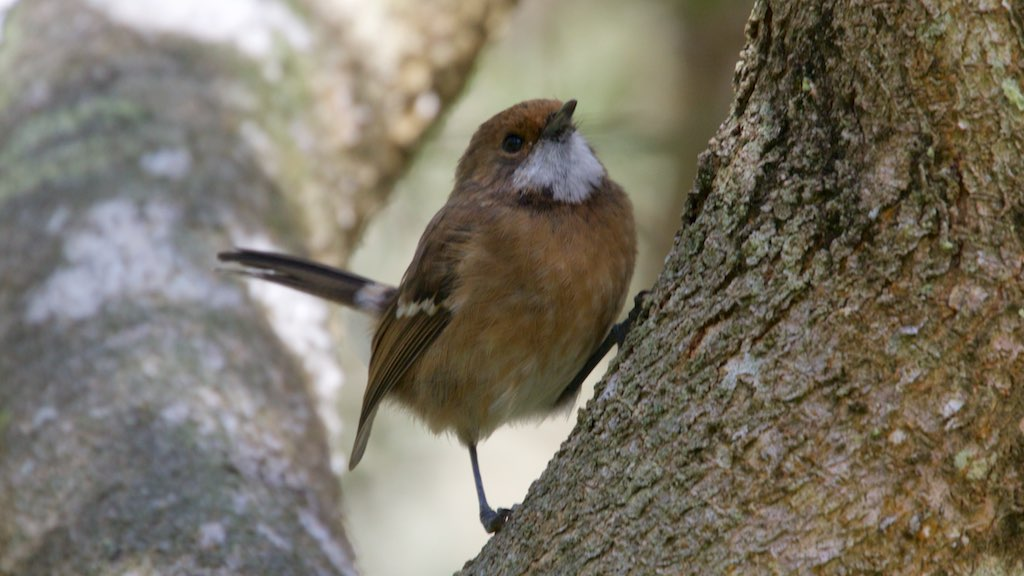
Гавайський елепайо

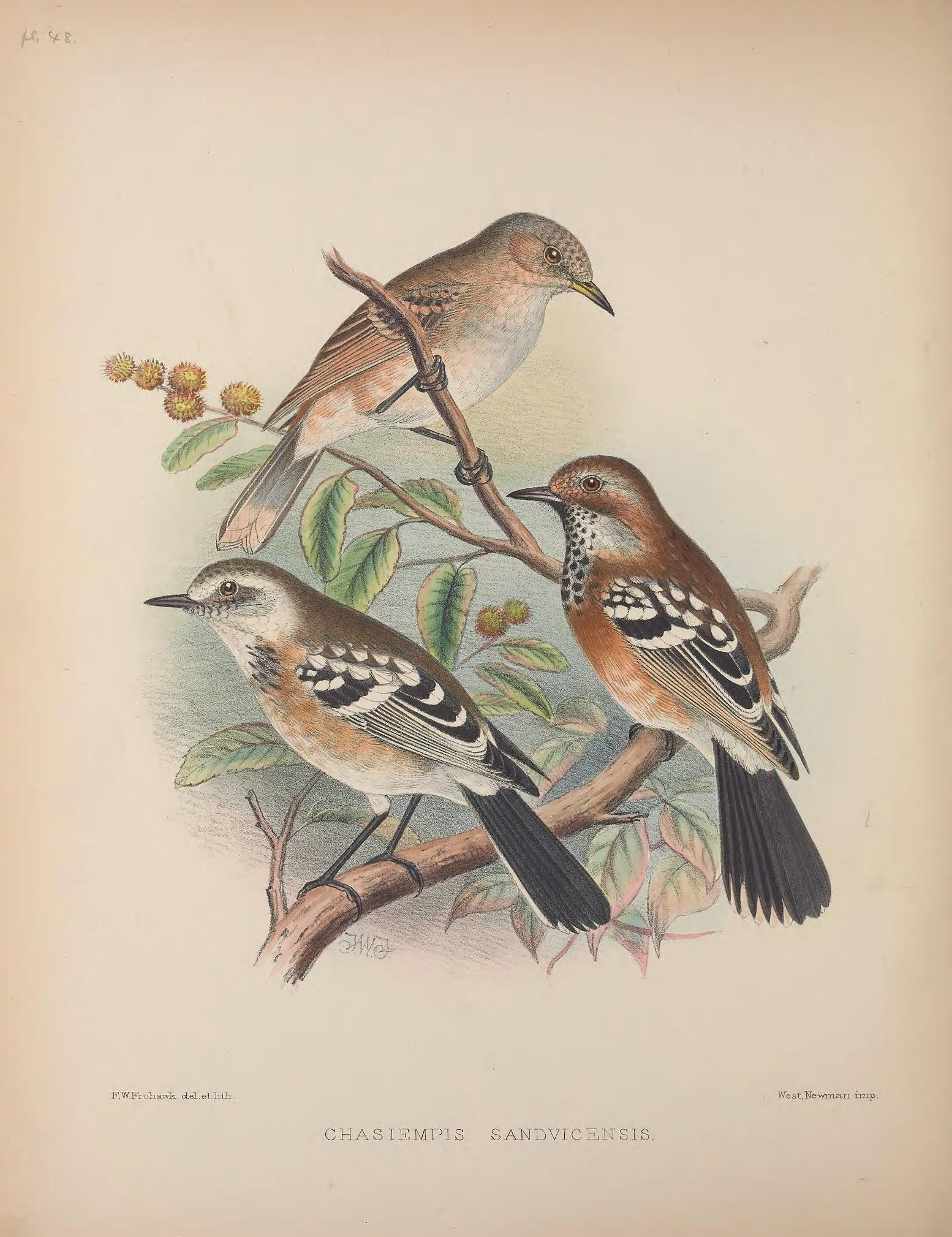
Гавайські елепайо

Довжина птаха становить 14 см. Верхня частина тіла коричнева, надхвістя біле, крайні стернові пера мають білі кінчики, на крилах білі смуги. Нижня частина тіла біла, поцяткована темними смугами. У самців підборіддя чорне, у самиць біле. У представників підвиду C. s. sandwichensis лоб білуватий, над очима білі "брови", у представників підвиду C. s. bryani голова майже повністю біла. Молоді птахи мають сірувато-коричневе забарвлення, поцятковане охристими смугами.

## Підвиди
Виділяють три підвиди:
- C. s. sandwichensis (Gmelin, JF, 1789) — посушливі райони острова;
- C. s. ridgwayi Stejneger, 1887 — вологі райони острова;
- C. s. bryani Pratt, 1979 — схили гори Мауна-Кея.

## Поширення і екологія
Гавайські елепайо є ендеміками острова Гаваї. Представники підвиду C. s. sandwichensis живуть в мішаних помірно вологих тропічних лісах Гаваїв, в яких переважають коа і охіа. Представники підвиду C. s. ridgwayi живуть у вологих тропічних лісах Гаваїв, в яких переважають охіа і папороті Cibotium. Представники підвиду C. s. bryani живуть в сухих тропічних лісах Гаваїв на висоті до 2900 м над рівнем моря, в яких переважають мамане і найо. Гавайські елепайо живляться комахами та іншими дрібними безхребетними.

## Збереження
МСОП класифікує цей вид як вразливий. За оцінками дослідників, популяція підвиду C. s. ridgwayi є найбільшою і становить 100-150 тисяч птахів, популяція підвиду C. s. sandwichensis становить 60-65 тисяч птахів, а популяція підвиду C. s. bryani, яка значно скоротилася через знищення природного середовища становить 2-2,5 тисячі птахів.